# 5-ji kara 9-ji made
5-ji kara 9-ji made (5時から9時まで?), conosciuto anche con il sottotitolo inglese From Five to Nine, è un manga scritto e disegnato da Miki Aihara, serializzato sulla rivista Cheese! dalla casa editrice Shōgakukan e pubblicato in formato tankōbon dal 25 giugno 2010 al 24 maggio 2020. La storia narra la vicenda di una ragazza che lavora come insegnante di lingua inglese e sogna di potersi trasferire presto a New York, ma inaspettatamente incontra un bel monaco buddhista e i due iniziano una relazione.
Dal manga è stato tratto un dorama getsuku prodotto e trasmesso da Fuji Television nel 2015, con protagonisti Satomi Ishihara e Tomohisa Yamashita, e chiamato 5-ji kara 9-ji made: watashi ni koi shita obōsan (5時から9時まで?). La serie TV è andata in onda dal 12 ottobre al 14 dicembre del 2015 il lunedì sera alle 21:00 per un totale di 10 episodi.

## Trama
Junko, un'insegnante part-time di inglese in un istituto scolastico privato, ha 29 anni, sogna di lavorare a New York e non ha ancora avuto nessun fidanzato. Si sforza di realizzare i propri obiettivi, ma gli Stati Uniti d'America appaiono davvero una realtà molto lontana da potersi concretizzare.
Ma improvvisamente le cose cominciano a cambiare quando un bel giorno Junko incontra un bel monaco buddhista laureato all'Università imperiale di Tokyo di nome Takane ad un servizio funebre; provoca inavvertitamente un incidente imbarazzante quando proprio nel momento peggiore possibile, ossia durante il rito funebre che si sta svolgendo all'interno di un tempio buddhista.
A causa del torpore provocatosi nelle gambe per essere rimasta seduta per un periodo di tempo troppo lungo, si aggrappa all'altare e finisce con lo svuotare la cenere del defunto esattamente sopra la testa di Takane; l'incenso comincia a bruciare su di lui mentre intona il sutra.
Sebbene mesta e addolorata, si vergogna assai della propria sbadataggine e fugge; pensa che con molta probabilità non potranno mai più incontrarsi. Viene in seguito ingannata dalla sua famiglia e costretta dalla madre a partecipare ad una sessione di matchmaking. L'altra parte in causa non è altri che quel bel monaco, Takane.

## Media

### Manga
Il manga è stato pubblicato sulla rivista Cheese! dalla casa editrice Shogakukan ed in seguito è stato raccolto in 16 volumi. Quattro albi della serie sono stati pubblicati in Germania col titolo Von fünf bis neun, mentre il manga è stato portato in versione completa in Taiwan. Un fanbook ufficiale è stato pubblicato in patria il 23 ottobre 2015.

#### Volumi
| Nº | Data di prima pubblicazione | Data di prima pubblicazione | Data di prima pubblicazione |
| Nº | Giapponese                  | Giapponese                  |                             |
| -- | --------------------------- | --------------------------- | --------------------------- |
| 1  | 25 giugno 2010              | ISBN 978-4-091-33214-1      |                             |
| 2  | 24 dicembre 2010            | ISBN 978-4-091-33558-6      |                             |
| 3  | 26 maggio 2011              | ISBN 978-4-091-33859-4      |                             |
| 4  | 24 febbraio 2012            | ISBN 978-4-091-34196-9      |                             |
| 5  | 24 agosto 2012              | ISBN 978-4-091-34653-7      |                             |
| 6  | 25 gennaio 2013             | ISBN 978-4-091-34899-9      |                             |
| 7  | 26 luglio 2013              | ISBN 978-4-091-35508-9      |                             |
| 8  | 24 gennaio 2014             | ISBN 978-4-091-35814-1      |                             |
| 9  | 26 agosto 2014              | ISBN 978-4-091-36335-0      |                             |
| 10 | 26 febbraio 2015            | ISBN 978-4-091-36830-0      |                             |
| 11 | 25 settembre 2015           | ISBN 978-4-091-37717-3      |                             |
| 12 | 26 febbraio 2016            | ISBN 978-4-091-38298-6      |                             |
| 13 | 24 febbraio 2017            | ISBN 978-4-091-39137-7      |                             |
| 14 | 26 febbraio 2018            | ISBN 978-4-091-39878-9      |                             |
| 15 | 26 marzo 2019               | ISBN 978-4-098-70403-3      |                             |
| 16 | 24 marzo 2020               | ISBN 978-4-098-70895-6      |                             |

### Dorama
La sigla iniziale, Christmas Song, è stata cantata da Back Number. Il primo episodio ha ottenuto uno share di spettatori pari al 12,6% nella regione del Kantō.

#### Ascolti
| Episodio | Data di trasmissione | Dati Video Research, Ltd. (Regione del Kanto) |
| -------- | -------------------- | --------------------------------------------- |
| 1        | 12 ottobre 2015      | 12,6%                                         |
| 2        | 19 ottobre 2015      | 12,1%                                         |
| 3        | 26 ottobre 2015      | 10,7%                                         |
| 4        | 2 novembre 2015      | 11,6%                                         |
| 5        | 9 novembre 2015      | 11,7%                                         |
| 6        | 16 novembre 2015     | 10,6%                                         |
| 7        | 23 novembre 2015     | 12,1%                                         |
| 8        | 30 novembre 2015     | 11,4%                                         |
| 9        | 7 dicembre 2015      | 11,6%                                         |
| 10       | 14 dicembre 2015     | 12,7%                                         |
| Media    | Media                | 11,7%                                         |

### Romanzo
Un romanzo ufficiale, ideato per celebrare la messa in onda del dorama, è stato pubblicato il 25 dicembre 2015.

## Spin-off
Uno spin-off della serie, intitolato Elevator Orite Hidari: 5→9 Next Door (エレベーター降りて左 5→9 next door?, Erebeetaa Orite Hidari) e scritto e disegnato dalla stessa autrice, viene portato avanti dall'11 settembre 2020, prima ideato come capitolo unico sulla rivista  &Flower e, da gennaio 2021, pubblicato in forma serializzata sul magazine Cheese!.

## Riconoscimenti
Il dorama ha ricevuto diversi riconoscimenti:
- 19th Nikkan Sports Drama Grand Prix (Annual): Best Actress - Ishihara Satomi
- 19th Nikkan Sports Drama Grand Prix (Annual): Best Supporting Actor - Yamashita Tomohisa
- 19th Nikkan Sports Drama Grand Prix (Oct-Dec 2015): Best Drama
- 19th Nikkan Sports Drama Grand Prix (Oct-Dec 2015): Best Actress - Ishihara Satomi
- 19th Nikkan Sports Drama Grand Prix (Oct-Dec 2015): Best Supporting Actor - Yamashita Tomohisa
- 19th Nikkan Sports Drama Grand Prix (Oct-Dec 2015): Best Supporting Actress - Takanashi Rin